# Edoardo Stoppa
Edoardo Stoppa (Milano, 20 novembre 1969) è un conduttore televisivo italiano.

## Biografia
Laureando in psicologia all'Università di Padova, si è dedicato allo studio di recitazione con Lino Damiani. Pratica diversi sport tra cui paracadutismo, snowboard e arti marziali. Ha lavorato per Match Music e LA7 nella conduzione di programmi quali Prima del processo e il contenitore Call Game. Sempre su LA7 ha condotto per 4 stagioni National Geographic presentando e realizzando documentari. Per All Music ha realizzato come coautore, ideatore e conduttore assieme a Christian Sonzogni i programmi di satira dedicati alla moda Modeland e alla musica "Music Zoo". Per le reti Mediaset è stato attore in molte puntate di Scherzi a parte e ha condotto Village. Inoltre ha lavorato anche in radio e al cinema.
Da marzo 2006, Edoardo Stoppa entra a far parte della squadra di SKY, alla conduzione del format internazionale E!News a fianco di Ellen Hidding. Ha inoltre condotto la trasmissione "SHOCK" su Sky Vivo, riguardante gli sport estremi.
Stoppa è maggiormente noto al grande pubblico per essere stato uno degli inviati di Striscia la notizia dal 2008 al 2020, programma in cui si occupava di casi legati al benessere degli animali, venendo per questo soprannominato "l'amico degli animali". Nel giro di vari anni, grazie alle sue inchieste, molti animali sono stati salvati da situazioni drammatiche e decine di responsabili di reati più o meno gravi legati al maltrattamento di animali sono stati assicurati alla giustizia. Nel 2011 la Mondadori ha pubblicato un suo libro, intitolato Per fortuna che ci sei, che racconta degli incontri che ha fatto con animali che gli hanno cambiato la vita. Dopo Striscia la notizia, è diventato inviato del programma Ogni mattina, dove continua ad occuparsi di animali ed ambiente. Dall'8 aprile 2024 è tra i concorrenti della diciottesima edizione de L'isola dei famosi classificandosi al terzo posto.

### Vita privata
È sposato dal 10 novembre 2017 con la showgirl brasiliana Juliana Moreira, con la quale era fidanzato dal 2007. La coppia ha due figli.

## Televisione
- Usa Today (Italia 7, 1996) conduttore
- Scherzi a parte (Canale 5, 1997-1999) attore
- Village (Italia 1, 1997) conduttore
- Convoy (Match Music, 1999) conduttore
- Irregular Contest (Match Music, 1999) conduttore
- Prima del processo (LA7, 2000) conduttore
- Io amo viaggiare (Stream TV, 2001-2007) conduttore
- 500 anni Brasile (Stream TV, 2001-2007) conduttore
- Music Zoo (All Music, 2001-2002) conduttore
- Modeland (All Music, 2001-2002) conduttore
- Call Game (LA7, 2002) conduttore
- Skypass (Stream TV, 2004) conduttore
- No Limits Duel (Sky Italia, 2005-2006) conduttore
- E! News (E!, 2005-2007) conduttore
- L'uomo Perfetto (Sky Vivo, 2007-2009) conduttore
- Striscia la notizia (Canale 5, 2008-2020) Inviato
- Ogni mattina (TV8, 2020) Inviato
- Alessandro Borghese - Celebrity Chef (TV8, 2022) concorrente
- L'isola dei famosi (Canale 5, 2024) concorrente

## Filmografia

### Cinema
- Ti piace Hitchcock?, regia di Dario Argento;
- Casomai, regia di Alessandro D'Alatri;
- Sarai, regia di Franco Calmi.

## Radio
- L'altro Sport (Top Italia Network)

## Editoria
- Edoardo Stoppa, Per fortuna che ci sei, 2011, Mondadori, ISBN 978-88-04-60727-4
- Edoardo Stoppa, Quattro zampe e un amore, 2013, Mondadori, ISBN 978-88-04-63228-3